# 489
| 489                |
| ------------------ |
| Dødsfald - Fødsler |
|                    |

| Gregoriansk kalender | 489 CDLXXXIX            |
| Ab urbe condita      | 1242                    |
| Armensk kalender     | I/T                     |
| Kinesiske kalender   | 3185 – 3186 戊辰 – 己巳 |
| Etiopisk kalender    | 481 – 482               |
| Jødisk kalender      | 4249 – 4250             |
| Hindukalendere       |                         |
| - Vikram Samvat      | 544 – 545               |
| - Shaka Samvat       | 411 – 412               |
| - Kali Yuga          | 3590 – 3591             |
| Iransk kalender      | 133 BP – 132 BP         |
| Islamisk kalender    | 137 BH – 136 BH         |

Se også 489 (tal)